# كيفن بلكينغتون
كيفن بلكينغتون (بالإنجليزية: Kevin Pilkington) (8 مارس 1974 في المملكة المتحدة - ) هو لاعب كرة قدم بريطاني في مركز حراسة المرمى. لعب مع بورت فايل ومانشستر يونايتد ونادي آبريستويث تاون ونادي روتشديل ونادي روذرهام يونايتد ونادي سلتيك ونادي لوتون تاون ونوتس كاونتي وويغان أتلتيك ونادي مانسفيلد تاون.

## وصلات خارجية
- كيفن بلكينغتون على موقع قاعدة بيانات كرة القدم.إي يو (الإنجليزية)
- كيفن بلكينغتون على موقع Soccerbase.com (لاعب) (الإنجليزية)
- كيفن بلكينغتون على موقع عالم كرة القدم.نت (الإنجليزية)